# Marcel Cadolle
Pour les articles homonymes, voir Cadolle.
Marcel Cadolle (Marcel Maurice Honoré Eugène Cadolle), né le 21 décembre 1885 à Paris 3e et mort le 21 août 1956 à Paris 17e, est un coureur cycliste français, dont la carrière prometteuse fut écourtée par un grave accident pendant le Tour de France 1907. Il fut licencié au vélo-club de Levallois.

## Biographie
Marcel Cadolle est fils d'Alcide Ernest Cadolle, et  de Marie Gabrielle Lagoutte, né en décembre 1885 avant le mariage de ses parents et petit-fils d'Herminie Cadolle. Il est cycliste professionnel de 1906 à 1907. Lors de la 7e étape du Tour de France 1907, alors qu'il est deuxième du classement général et qu'il fait partie des favoris, il est victime d'une chute qui le blesse grièvement au genou. Il est ainsi contraint de mettre un terme définitif à sa carrière.

## Palmarès
- 1901
  - 3e du championnat de France amateurs
- 1902
  - Paris-Chartres
  - Paris-Château-Thierry
  - Challenge Delavigne
  - Versailles-Rambouillet et retour
  - 2e de Paris-Dreux
- 1903
  - Champion de France amateurs
  - Bruxelles-Liège
  - 2e, 3e, 4e et 5e étapes de Bordeaux-Paris amateurs
  - Versailles-Rambouillet et retour
  - Paris-Château-Thierry
  - Paris-Trouville
  - Paris-Dieppe
  - Paris-Cabourg
  - Paris-Caen
  - 2e de Bordeaux-Paris amateurs
- 1904
  - Versailles-Houdan et retour
  - Bordeaux-Paris amateurs :
    - Classement général
    - 1re et 2e étapes

  - Paris-Montereau
  - Paris-Château-Thierry
  - 2e de Paris-Dieppe
- 1905
  - Paris-Caen
  - Paris-Gien
  - Paris-Le Havre
  - Lyon-Mâcon
  - Dijon-Auxonne
  - 3e de Paris-Dieppe
- 1906
  - Bordeaux-Paris
  - 2e de Paris-Roubaix
  - 2e de Paris-Rouen
- 1907
  - 4e étape du Tour de France
  - 4e de Bordeaux-Paris

## Résultats sur le Tour de France
2 participations
- 1906 : abandon (11e étape)
- 1907 : abandon (7e étape), vainqueur de la 4e étape